# Penarik (plaats)
Penarik is een bestuurslaag in het regentschap Muko-Muko van de provincie Bengkulu, Indonesië. Penarik telt 4396 inwoners (volkstelling 2010).